# Ruth Blau
Pour les articles homonymes, voir Blau.
Lucette Madeleine Ferraille devenue Ruth Ben David puis Ruth Blau, née à Calais en juin 1920 et morte à Jérusalem le 10 janvier 2000, est une figure du judaïsme français du XXe siècle.

Née dans une famille catholique française, elle décide de se convertir au judaïsme avec son fils Claude après la création de l’État d’Israël. Décrite comme une « Jane Fonda d’un autre bord », celle qui était une fervente sioniste devient fervente orthodoxe, et défraye par deux fois la chronique par sa participation dans l'affaire Yossele Schuchmacher (en) et par son mariage quelques années plus tard avec le rabbin Amram Blau, dirigeant-fondateur des Netourei Karta.

## Éléments biographiques

### Jeunes années
Madeleine Ferraille naît en 1920 à Calais, dans une famille catholique. elle est la fille unique d’Octave Ferraille, technicien électricien alors âgé de 24 ans, et de Jeanne, Catherine Isaert, son épouse, 28 ans, sans profession, domiciliés à Calais.
Sa famille s'établit à Paris lorsqu'elle a trois ans. « Née avec la foi en Dieu », elle entre en 1929 au cours d'instruction religieuse, suit le catéchisme deux fois par semaine à l'Église Saint-Sulpice et fait sa communion deux ans plus tard. Après le certificat d'études, elle quitte l'école communale pour entrer au lycée Fénelon.
Ayant rencontré un jeune homme de deux ans son aîné, Henri Baud, en 1937, elle l’épouse deux ans plus tard, en septembre 1939. Il retourne à l'armée derrière la ligne Maginot au lendemain de leur mariage tandis qu’elle devient institutrice dans un village des Hautes-Pyrénées, à sept kilomètres au-dessus de Luchon.
Son fils Claude nait un an plus tard à Rodez le 5 septembre 1939. Elle perd son poste, en obtient un autre, est titularisée et s’inscrit en automne 1941 à la faculté des lettres de Toulouse pour une licence d'histoire et de géographie. Sa « vie conjugale [n’ayant pas été] une réussite », elle entame une procédure en divorce le 5 septembre 1942 et coupe tout contact avec son ancien mari, allant jusqu’à se conduire en veuve tandis que celui-ci, bien vivant, refait sa vie à Nice. Le divorce est prononcé à Pau le 31 juillet 1944.
Elle affirme avoir aidé des Juifs, ce qui a été démenti par son fils. Manquant d’être victime de l’épuration à la Libération en France, elle revient à Paris. N’ayant pu trouver un poste dans l'enseignement, elle devient brièvement rédactrice au Ministère de l'Air et gagne sa vie en faisant des traductions et en corrigeant des devoirs d'élèves par correspondance. Licenciée ès lettres en 1943, elle s'inscrit à la Sorbonne pour un doctorat d'histoire. En 1947, elle s’établit avec son fils à Genève, plaçant des assurances le soir et travaillant le jour à sa thèse.
Retournée à Paris, elle monte une société d'import-export dans les textiles.

### La conversion au judaïsme
En 1949, Madeleine Ferraille visite l’État d’Israël récemment fondé et en revient fervente sioniste. Devenue membre de la Women's International Zionist Organization (WIZO), elle décide de se convertir en 1950 à la synagogue libérale de la rue Copernic et prend le nom de Ruth Ben-David. Elle y rencontre le rabbin consistorial Jean Poliatschek, invité comme orateur. Il a 37 ans, elle en a 31. Cependant, ses origines prosélytes font scandale et elle ne trouve que peu de défenseurs, parmi lesquels le rabbin orthodoxe non-consistorial Abraham Elie Maizes,.
Préoccupée par sa relation compliquée, Ruth Ben-David néglige ses affaires et ne prête pas attention aux malversations financières de son associé. Celui-ci fuit en Israël tandis que Ruth Ben-David, redevable de trente-neuf millions de francs de droits de douane, est incarcérée pendant deux mois (un an selon son fils) à la Petite Roquette. Elle y rencontre le rabbin David Feuerwerker, alors aumônier des prisons,.
À sa sortie de prison, en 1951, « [accédant] au désir de Rav Maizes », elle se convertit une seconde fois, sous la direction de Samuel Jacob Rubinstein, le rabbin de la synagogue orthodoxe de la rue Pavée. Son fils, âgé de dix ans, est également converti et prend le nom d'Ouriel deux ans plus tard, alors qu’il prépare sa bar mitzva au kibboutz Yavné.

### De l’école d’Orsay à la Yechiva d’Aix-les-Bains
En 1953, la relation entre Ruth Ben-David et le rabbin Poliatschek prend définitivement fin. Ruth Ben-David tente brièvement de s’établir en Israël avant de revenir en France. Vivant loin des centres juifs en semaine, elle passe ses weekends à l’école Gilbert Bloch d'Orsay, où le rabbin Léon Ashkenazi, dit Manitou, forme de nombreux jeunes intellectuels juifs à la recherche de leurs racines.
Selon Ouriel Ben-David, c’est sa mère qui aurait « converti » Manitou au sionisme, en débattant avec lui et en organisant pour lui des séries de séminaires pour lui à Givat Washington et à la Yeshiva Merkaz Harav. Manitou affirmera quant à lui avoir toujours été sioniste tandis que Ruth Ben-David refusera de reconnaitre plus tard qu'elle l’avait jamais été. Elle se détache en effet progressivement de la communauté d’Orsay pour rejoindre celle de son mentor, le rabbin Maizes, adoptant avec enthousiasme ses règles plus rigoureuses.
Ruth Ben-David et son fils passent désormais leurs weekends au Pletzel, dans le Marais. Ils y croisent ou fréquentent Mechel Reisz et Reb Itzikel (Moshe Yitzchok Gewirtzman), figures communautaires majeures de la communauté harédite franco-belge. Elle effectue chez ce dernier de longs séjours à Anvers, en Belgique, dont elle parle peu.
En 1956, deux ans après le départ du rabbin Abraham Elie Maizes pour un quartier situé près de Mea Shearim, elle décide d’effectuer un séjour à la Yechiva d’Aix-les-Bains et y devient, selon ses termes, « strictement orthodoxe » tandis que son fils s’adapte mal à cette nouvelle vie. Il décide de quitter la France définitivement en 1959, et de s’engager, contre l’avis de sa mère, dans l’armée israélienne ; celle-ci lui fait cependant promettre de se mettre en contact avec le rabbin Maizes.

### Le kidnapping de l'enfant
Le rabbin Maizes parviendra à retarder l’engagement du jeune homme pendant deux ans en l’envoyant étudier à la Yechiva de Beer Yaakov. Pendant ce temps, il le dépêche pour de menus services qui l’impliquent progressivement dans ce qui sera connu comme l’affaire Yossele Schuchmacher (en). Le rabbin est en effet un ami proche de Nahman Shtrakes, un hassid de Breslev qui, ayant pris en charge l’éducation de son petit-fils Yossele, refuse de le rendre à ses parents devenus laïcs. Connaissant le passé de Ruth Ben-David, le rabbin la prie d’exfiltrer Yossele d’Israël. Celle-ci le déguise en fille et, falsifiant un ancien passeport de son fils, le fait sortir d’Israël sous le nom de Claudine. Décidée à s’impliquer au meilleur de ses possibilités, Ruth Ben-David le cache dans une yechiva de Lucerne, en Suisse, puis dans la yechiva de Novardok à Fublaines et, enfin, aux États-Unis. Revenue en France, elle est séquestrée pendant quelques jours par le Mossad et finit par dévoiler le lieu de la cachette ; Yossele Schumacher (en) sera découvert en juin 1962 à Williamsburg (Brooklyn) et rendu à ses parents.
Ruth Ben-David devient une figure publique, fanatique pour les uns, héroïque pour les autres. De nombreuses légendes se forment sur son compte : elle descendrait de marranes, serait une ancienne danseuse de cabaret, se serait illustrée dans le sauvetage de Juifs pendant la guerre, etc.

### Un mariage controversé
Ruth Ben-David, à présent âgée de 45 ans, se retrouve à son corps défendant au cœur d’un nouveau scandale quelques années plus tard. Son fils Ouriel, désireux de la marier afin d’augmenter ses propres chances de trouver un bon parti, suggère de lui faire épouser le rabbin Amram Blau, récemment veuf, père de dix enfants et dirigeant spirituel des Netourei Karta, une mouvance lituanienne antisioniste à l’extrême (Amram Blau lui-même a fondé son mouvement après avoir coupé les ponts avec son frère Moshe, lorsqu’il a appris que celui-ci, président de l’Agoudat Israël, a entrepris de parlementer avec des représentants sionistes en 1937).
Contre toute attente, Amram Blau se montre intéressé par la proposition après avoir reçu l’assurance de Ruth Ben-David qu’elle se conformerait au mode de vie des Netourei Karta. Cependant, il prend de court ses fils ainés et un notable qui convoitait lui aussi la « jeune et belle convertie ». L’affaire est portée devant le tribunal rabbinique de l’Edah Haredit et Amram Blau est prié de révoquer ses fiançailles, ce qu’il refuse, invoquant les vertus de l’union de Boaz avec Ruth la Moabite et Deutéronome 23:2 (« Celui qui a ses génitoires écrasés ou mutilés ne sera pas admis dans l'assemblée du Seigneur. » - d’où il découle qu’Amram Blau, ayant été blessé en cet endroit peu de temps après l’indépendance de l’État d’Israël, ne pouvait se remarier qu’avec une convertie). La campagne qui se déclenche autour de l’union du dirigeant charismatique avec une « sale et arrogante convertie » est d’une violence sans merci et aboutit à sa destitution. Appelé à la rescousse, Joël Teitelbaum, Rebbe de Satmar est « incapable de raccommoder cette dispute » et le rabbin, ostracisé, est contraint de se marier à Bnei Brak, le 2 septembre 1965. Il revient un an plus tard à Jérusalem mais le mouvement des Netourei Karta est irrémédiablement scindé, et l’on instruit les petits-enfants du rabbin de ne pas adresser la parole à sa nouvelle épouse.

## Des activités et prises de positions controversées
À la mort de son mari, Ruth Blau demeure à Mea Shearim. Bien que toujours mise au ban de la famille Blau, elle dirige une branche indépendante des Neturei Karta demeurée fidèle à son mari. Elle continue à se mobiliser ardemment, faisant paraitre ses mémoires en 1978, participant à une interview-spectacle avec Yossele Schuchmacher et entretenant une amitié personnelle avec l'ayatollah Khomeini après la Révolution d’Iran.
Décédée le 10 janvier 2000 (ג' שבט תש"ס, i.e. 3 Shevat 5760), elle demeure une personnalité controversée à ce jour.